# Oranje springzaad
Oranje springzaad (Impatiens capensis) is een eenjarige, kruidachtige plant uit de balsemienfamilie (Balsaminaceae).
De soortaanduiding capensis betekent "van de kaap" (van Kaap de Goede Hoop) en is een vergissing. De plant is niet uit het gebied rond Kaap de Goede Hoop afkomstig maar uit Noord-Amerika.
De plant is afkomstig uit Noord-Amerika en in Europa ingevoerd. In Europa komt ze voor in Groot-Brittannië, België, Frankrijk en Nederland als neofyt voor langs rivieren en kanalen.
Ook in haar oorspronkelijke verspreidingsgebied groeit ze langs kreken, op vochtige plaatsen, vaak samen met haar minder vaak voorkomende soortgenoot Impatiens pallida.
Ze verschilt van het groot springzaad (Impatiens noli-tangere) door haar oranje bloem met rode vlekken. Ze heeft een haakvormig spoor.
Het aantal tanden op de bladeren bedraagt vaak minder dan tien. De bloeiperiode loopt van juni tot en met september.